# Čadraže
Čadraže – wieś w Słowenii, w gminie Šentjernej. W 2018 roku liczyła 86 mieszkańców.